# Bea Wyler
Bea Wyler (geboren 1951 in Baden) ist eine Schweizer Rabbinerin. 1995 wurde sie erste Rabbinerin in Deutschland nach dem Zweiten Weltkrieg, eine Nachfolgerin der legendären Regina Jonas, die Rabbiner Max Dienemann 1935 ordiniert hatte.

## Leben
Bea Wyler wuchs im aargauischen Wettingen auf, studierte an der ETH Zürich Agronomie mit dem Spezialgebiet Geflügelzucht und arbeitete als agrarwissenschaftliche Journalistin. Die Basler Zeitung stellte sie 1980 als erste Wissenschaftsredakteurin an, dort leitete sie das Wissenschaftsressort. Im Anschluss arbeitete sie in einem Chemieunternehmen in Basel in der Public-Relations-Abteilung und war für Publikationen des Unternehmens zuständig.
Nach einem Aufenthalt in Israel studierte sie in London am Leo Baeck College und in New York am Jewish Theological Seminary. Im Mai 1995 wurde sie im Alter von 44 Jahren als Rabbiner ordiniert, worauf sie bis heute Wert legt und sich überall so, d. h. in der männlichen Schreibweise, ankündigen lässt – so laute eben ihr akademischer Titel.
Zum 1. August 1995 wurde die damals 44-Jährige von der 1992 entstandenen jüdischen Gemeinde in Oldenburg (Niedersachsen) und der jüdischen Gemeinde in Braunschweig angestellt. Ihre Einstellung initiiert hatte Sara-Ruth Schumann, Gemeindevorsitzende in Oldenburg. Die Amtseinführung verursachte in den Medien erhebliches Aufsehen und löste Kritik im orthodoxen Judentum aus, weil es Frauen im Amt des Rabbiners ablehnt. Ignatz Bubis, Vorsitzender des Zentralrats der Juden in Deutschland, erklärte damals, er werde einen von ihr geleiteten Gottesdienst nicht besuchen. Sie werde auch nicht in die Deutsche Rabbinerkonferenz aufgenommen. Solange er in der Sache etwas zu sagen habe, werde es in Frankfurt keine Frau als Rabbiner geben.
Ab 1997 war Bea Wyler auch für die neugegründete jüdische Gemeinde in Delmenhorst tätig. An der Carl von Ossietzky Universität Oldenburg lehrte sie im 1995 eingerichteten interdisziplinären Studiengang Jüdische Studien.
Im Mai 2004 gab sie ihre Ämter in Deutschland auf. Aus familiären Gründen kehrte sie in die Schweiz zurück und ist seither vornehmlich lehrend und publizistisch tätig, hält aber auch Gottesdienste (vornehmlich in Basel) ab. In der Schweiz ist sie die einzige Rabbinerin.
Ihr Nachfolger in Braunschweig wurde 2002 Jonah Sievers. In der Gemeinde in Oldenburg folgte ihr 2006 für zwei Jahre Daniel Alter, 2010 mit Alina Treiger die erste in Deutschland ausgebildete Rabbinerin.
Im Juni 2021 erhielt Bea Wyler die Ehrendoktorwürde des Jewish Theological Seminary (JTS) in New York in Anerkennung ihres Beitrages zum jüdischen Leben.

## Veröffentlichungen (Auswahl)
- Esther: The Incomplete Emancipation of a Queen. In: Athalya Brenner (Hrsg.): The feminist companion to the Bible, Bd. 7: A feminist companion to Esther, Judith and Susanna. Sheffield Acad. Press, Sheffield 1995, ISBN 1-85075-527-2, S. 111–135.
- Mary's Call. In: Athalya Brenner (Hrsg.): The feminist companion to the Bible, Bd. 10: A feminist companion to the Hebrew Bible in the New Testament. Sheffield Academic Press, Sheffield 1996, ISBN 1-85075-754-2, S. 136–148.
- „Es gibt siebzig Wege zu Gott“: Chancen für den interreligiösen Dialog aus jüdischer Sicht. In: Marianne Heimbach-Steins (Hrsg.): Religionen im Dialog: Christentum, Judentum und Islam. LIT-Verlag, Münster 2003 (Bamberger theologisches Forum; 5), ISBN 3-8258-6576-2, S. 39–50.
- Das jüdische Haus: von innen und aussen. In: RL: Zeitschrift für Religionsunterricht und Lebenskunde. Bd. 35 (2006), S. 32f.
- „Bis man nicht mehr kann“. Vielfältiges Brauchtum am Purimfest. In: Bibel heute. Bd. 42 (2006), Heft 167, S. 21f.
- Traumhaft. In: Fama: feministisch politisch theologisch. Bd. 22 (2006), S. 3f.
- Rabbiner Bea Wyler. In: Heike Pöppelmann, Felicitas-Heimann-Jelinek (Hrsg.): Ein Teil von uns. Deutsch-jüdische Geschichten aus Niedersachsen. Wallstein, Göttingen 2023, ISBN 978-3-8353-5552-1, S. 272f.